# Eva Hassmann
Eva Hassmann (* 29. Dezember 1972 in Herford) ist eine deutsche Schauspielerin und Künstlerin.

## Leben
Ab dem Alter von neun Jahren nahm Hassmann Ballett-, Stepptanz- und Gesangsunterricht in Oldenburg. Erste kleinere Rollen am Staatstheater Oldenburg bekam sie durch ihre Mitwirkung in einer freien Theatergruppe. Nach dem Abitur zog sie nach Berlin und studierte Tanz, Gesang, Sprechen und Schauspiel u. a. am Lee Strasberg Theatre and Film Institute in Los Angeles, Ivana Chubbuck Studio sowie Regie an der UCLA. Zwischen 1993 und 2007 wirkte sie regelmäßig in Produktionen des öffentlich-rechtlichen Rundfunks sowie in kleineren Rollen bei nationalen und internationalen Filmproduktionen mit. Am 4. September 2000 heiratete sie in Jork Otto Waalkes und am 22. November 2012 wurde die Ehe wieder geschieden.
Für den Kurzfilm Mad Lane schrieb Eva Hassmann das Drehbuch und war zugleich Produzentin, Regisseurin und Hauptdarstellerin. Mad Lane lief auf internationalen und nationalen Filmfestivals – unter anderem auf den Internationalen Hofer-Filmtagen (2006) und dem Filmfestival Max Ophüls (2007) – und bekam 2006 auf dem Sacramento International Film Festival den Kurzfilmpreis für die beste Regie. Ihren ersten Spielfilm Willie and Me, in dem sie neben der Regie auch die Produktion, das Drehbuch und die Hauptrolle übernahm, stellte sie 2023 auf dem Internationalen Filmfest Oldenburg vor.
Eva Hassmann lebt in Los Angeles und arbeitet als freie Fotokünstlerin. Ihre ersten öffentlichen Arbeiten präsentierte sie 2013 in der Ausstellung Independence Day in Kooperation mit der argentinischen Künstlerin Flavia Da Rin, in den Bötzow-Hallen Berlin. Mittels Selbstauslöser inszenierte sie unterschiedliche Frauenrollen, an unterschiedlichen Orten der USA.

## Auszeichnungen
Für ihren Kurzfilm Mad Lane (Regisseurin, Produzentin, Autorin und Hauptdarstellerin) erhielt sie auf dem Sacramento Film Festival 2006 den Kurzfilmpreis als Regisseurin (Sacramento Film Award for Best Short Film).

## Filmografie (Auswahl)
- 1993: Einfach nur Liebe (Regie: Peter Timm)
- 1994: Die Troublemaker
- 1994: Tatort – Falsches Alibi
- 1995: Der kalte Finger
- 1995: Der Tourist (Regie: Urs Egger)
- 1995: Wer Kollegen hat, braucht keine Feinde (Regie: Martin Enlen)
- 1996: Das erste Mal (Regie: Connie Walther)
- 1996: Trickser (Regie: Oliver Hirschbiegel)
- 1996: Dr. Stefan Frank – Der Arzt, dem die Frauen vertrauen
- 1996: Kommissar Rex – Mord à la carte (Fernsehserie Staffel 3, Folge 11)
- 1998: Tatort – Gefallene Engel
- 1998: Gierig (Regie: Oskar Roehler)
- 1998: Männer sind wie Schokolade
- 1998: Todfeinde (Regie: Oliver Hirschbiegel)
- 1999: Blondine sucht Millionär fürs Leben (Regie: Markus Imboden)
- 2000: Otto – Der Katastrofenfilm
- 2000: Honolulu
- 2000: Detective Lovelorn und die Rache des Pharao (Regie: Thomas Frick)
- 2001: Der Mann von nebenan (Regie: Dror Zahavi)
- 2002: Fahr zur Hölle, Schwester!
- 2002: Weihnachten (Fernsehfilm)
- 2002: Pommery und Putenbrust (Regie: Manfred Stelzer)
- 2002: Sperling und der Mann im Abseits (Fernsehreihe, 1 Folge)
- 2003: Ein Engel und Paul
- 2003: Tödlicher Umweg
- 2004: Endlich Sex!
- 2004: Speer und Er
- 2004: Brautpaar auf Probe (Regie: Ben Verbong)
- 2004: Zwei am großen See (Regie: Walter Bannert)
- 2004: Pommery und Hochzeitstorte (Regie: Manfred Stelzer)
- 2005: Meine bezaubernde Nanny (Regie: Christoph Schrewe)
- 2006: Meine bezaubernde Feindin (Regie: Oliver Dommenget)
- 2006: Papa und Mama
- 2006: Pommery und Leichenschmaus (Regie: Manfred Stelzer)
- 2006: Mad Lane (auch Buch und Regie) Kurzfilm
- 2007: Vater auf der Flucht (Regie: Franziska Meyer Price)
- 2008: Immer Wirbel um Marie (Regie: Ariane Zeller)
- 2011: SOKO Stuttgart – Tödliches Idyll (Fernsehserie, Regie: Didi Danquart)
- 2011: Stubbe – Von Fall zu Fall (Fernsehserie, Regie: Marcus O. Rosenmüller)
- 2014: Quatsch und die Nasenbärbande
- 2023: Willie and Me (auch Drehbuch und Regie)